# Lobo feroz
Lobo feroz és una pel·lícula espanyola de thriller de 2023 dirigida pel cineasta uruguaià Gustavo Hernández Ibáñez, escrita per Juma Fodde i Conchi del Río, i protagonitzada per Adriana Ugarte, Javier Gutiérrez i Rubén Ochandiano. És una adaptació espanyola de la cinta israeliana de 2013 Big Bad Wolves, que va ser escrita i dirigida per Aharon Keshades i Navot Papushado. Es va estrenar als cinemes espanyols el 27 de gener de 2023, amb la distribució de Filmax.

## Sinopsi
La pel·lícula se centra en l'Alonso (Javier Gutiérrez), un policia a la vora de la llei, i la Matilde (Adriana Ugarte), la mare de l'última víctima d'una sèrie d'assassinats de diverses nenes, els qui segresten l'Elías (Rubén Ochandiano), el principal sospitós del cas, amb la finalitat d'obtenir una confessió costi el que costi. Mentrestant, una modèlica detectiva (Juana Acosta), en el seu intent de resoldre el cas, cerca trobar l'Elías abans que l'Alonso i la Matilde portin les coses massa lluny.

## Repartiment
- Adriana Ugarte com a Matilde
- Luna Fulgencio com la Matilde de nena
- Javier Gutiérrez com a Alonso
- Rubén Ochandiano com a Elías
- Juana Acosta com a Vidal
- Antonio Dechent com a Romero
- Manu Vega com a Álex
- Fernando Tejero com a Hipólito
- José Chaves com a Gutiérrez
- María Alfonsa Rosso com la mare de l'Alonso

## Producció
El 18 de maig de 2019, la revista estatunidenca Variety va revelar que s'estava desenvolupant una nova versió espanyola de la cinta israeliana Big Bad Wolves, amb José Coronado com a protagonista, amb la productora espanyola Bowfinger International Pictures i la productora uruguaiana Mother Superior, amb Gustavo Hernández Ibáñez de director i Juma Fodde a càrrec del guió. Coronado eventualment va caure del repartiment. El febrer de 2021, el rodatge de la pel·lícula, titulada Lobo feroz, va començar a la província de Cadis i va durar sis setmanes, amb un repartiment liderat per Adriana Ugarte, Javier Gutiérrez, Rubén Ochandiano, Juana Acosta, Manu Vega i Antonio Dechent. Filmax, la qual també va distribuir Big Bad Wolves a Espanya, va adquirir els drets de distribució en cinemes espanyols de la cinta.
La pel·lícula va costar en total 3,5 milions d'euros, incloent-hi 1,2 milions d'euros en ajudes de l'ICAA. El rodatge de Lobo feroz va deixar una inversió d'1,5 milions d'euros a la ciutat de Cadis.

## Estrena i màrqueting
El juliol de 2022, Filmax va estrenar el primer pòster de Lobo feroz i va programar la seva estrena per al 27 de gener de 2023. El novembre, es va estrenar el pòster final. El desembre de 2022, van llançar el tràiler.